# ماري إليزابيث فيليبس
ماري إليزابيث فيليبس (بالإنجليزية: Mary Elizabeth Phillips)‏ هي قاضية أمريكية، ولدت في 1969 في كيركفيل في الولايات المتحدة.